# Sauber C18
Sauber C18 – samochód Formuły 1, zaprojektowany przez Leo Ressa dla zespołu Sauber na sezon 1999. Kierowcami zespołu byli Jean Alesi oraz Pedro Diniz.
Samochód, napędzany silnikiem Petronas, tj. silnikiem Ferrari Tipo047 z 1998 roku, osiągał dobrą szybkość. Miał jednak nieudaną skrzynię biegów, która ponadto często podczas wyścigów ulegała awarii.
W rezultacie kierowcy zespołu zdobyli łącznie 5 punktów, najmniej w historii startów zespołu Sauber w Formule 1.

## Wyniki
| Legenda oznaczeń w tabelach wyników Wyświetl szablon na nowej stronie | Legenda oznaczeń w tabelach wyników Wyświetl szablon na nowej stronie                                                                     |
| Oznaczenie                                                            | Wyjaśnienie |
| --------------------------------------------------------------------- | --- |
| Złoty                                                                 | Zwycięzca lub mistrzostwo |
| Srebrny                                                               | 2. miejsce lub wicemistrzostwo |
| Brązowy                                                               | 3. miejsce lub II wicemistrzostwo |
| Zielony                                                               | Ukończył, punktował (w klasyfikacji generalnej, gdy zdobył co najmniej jeden punkt na przestrzeni sezonu, poza trzema powyższymi opcjami) |
| Niebieski                                                             | Ukończył, nie punktował (w klasyfikacji generalnej, gdy nie zdobył co najmniej jednego punktu na przestrzeni sezonu)                      |
| Czerwony                                                              | Nie zakwalifikował się (NZ) |
| Czerwony                                                              | Nie prekwalifikował się (NPK) |
| Różowy                                                                | Nie ukończył (NU) |
| Różowy                                                                | Niesklasyfikowany (NS) (w klasyfikacji generalnej, gdy nie został sklasyfikowany w żadnym wyścigu sezonu)                                 |
| Czarny                                                                | Zdyskwalifikowany (DK) |
| Czarny                                                                | Wykluczony (WYK/EX) |
| Biały                                                                 | Nie wystartował (NW) |
| Biały                                                                 | Kontuzjowany (K/INJ) |
| Biały                                                                 | Wyścig odwołany (OD/C) |
| Bez koloru                                                            | Został wycofany (WYC/WD) |
| Bez koloru                                                            | Nie przybył (NP/DNA) |
| Bez koloru                                                            | Nie brał udziału w treningach (NT/DNP) |
| Bez koloru                                                            | Nie został zgłoszony (–) |
| Pogrubienie                                                           | Start z pole position |
| Kursywa                                                               | Najszybsze okrążenie wyścigu |
| †                                                                     | Nie ukończył, ale jego rezultat został zaliczony ze względu na przejechanie więcej niż 90% dystansu wyścigu.                              |
| *                                                                     | Sezon w trakcie |
| 1/2/3                                                                 | Punktowana pozycja w sprincie kwalifikacyjnym                                                                                             |
| Lista systemów punktacji Formuły 1                                    | |

| Sezon | Zespół | Silnik   | Opony | Kierowcy    | 1   | 2   | 3   | 4   | 5   | 6   | 7   | 8   | 9   | 10  | 11  | 12  | 13  | 14  | 15  | 16  | Pkt. | Msc. |
| ----- | ------ | -------- | ----- | ----------- | --- | --- | --- | --- | --- | --- | --- | --- | --- | --- | --- | --- | --- | --- | --- | --- | ---- | ---- |
| 1999  | Sauber | Petronas | B     |             | AUS | BRA | SMR | MCO | ESP | CND | FRA | GBR | AUT | DEU | HUN | BEL | ITA | EUR | MAL | JPN | 5    | 8    |
| 1999  | Sauber | Petronas | B     | Jean Alesi  | NU  | NU  | 6   | NU  | NU  | NU  | NU  | 14  | NU  | 8   | 16  | 9   | 9   | NU  | 7   | 6   | 5    | 8    |
| 1999  | Sauber | Petronas | B     | Pedro Diniz | NU  | NU  | NU  | NU  | NU  | 6   | NU  | 6   | 6   | NU  | NU  | NU  | NU  | NU  | NU  | 11  | 5    | 8    |